# Маккензи, Дон (кёрлингист)
До́нальд Дж. «Дон» Макке́нзи (англ. Donald J. McKenzie; род. 5 ноября 1957, Эдмонтон) — канадский кёрлингист.
В составе мужской сборной Канады чемпион (1989) и серебряный призёр (1988) чемпионата мира. Двукратный чемпион Канады среди мужчин (1988, 1989).
В основном играл на позиции первого.
В 1993 году ввёден в Зал славы канадского кёрлинга.

## Достижения
- Чемпионат мира по кёрлингу среди мужчин: золото (1989), серебро (1988).
- Чемпионат Канады по кёрлингу среди мужчин: золото (1988, 1989), серебро (1985).
- Канадский олимпийский отбор по кёрлингу: серебро (1987).
- Чемпионат Канады по кёрлингу среди ветеранов: серебро (2011).

- Команда всех звёзд (англ. All-Stars Team) чемпионата Канады по кёрлингу среди мужчин: 1985.

## Команды
| Сезон   | Четвёртый   | Третий        | Второй       | Первый       | Запасной        | Турниры           |
| ------- | ----------- | ------------- | ------------ | ------------ | --------------- | ----------------- |
| 1984—85 | Пэт Райан   | Gord Trenchie | Дон Маккензи | Дон Валчак   | Дон Бартлетт    | ЧК 1985           |
| 1986—87 | Пэт Райан   | Рэнди Фёрби   | Дон Валчак   | Дон Маккензи |                 | КООК 1987         |
| 1987—88 | Пэт Райан   | Рэнди Фёрби   | Дон Валчак   | Дон Маккензи | Roy Hebert (ЧК) | ЧК 1988 · ЧМ 1988 |
| 1988—89 | Пэт Райан   | Рэнди Фёрби   | Дон Валчак   | Дон Маккензи | Мюррей Урсуляк  | ЧК 1989 · ЧМ 1989 |
| 2010—11 | Brad Hannah | Gary Greening | Дон Маккензи | Lance Dealy  |                 | ЧКВ 2011          |

(скипы выделены полужирным шрифтом)

## Частная жизнь
Начал заниматься кёрлингом в 1970 в возрасте 13 лет.